# 澳门乒乓球运动
澳門乒乓球運動曾經在1950年代風光一時，水準不比香港差，但後來呈現出退步的迹像。

## 乒乓比賽制度
澳門的乒乓制度採用分級制度，球員分別為兩分、一分和無分，這項制度維持不少於四十年。二分球員即為澳門代表隊的成員，共有八名。
每年都有1次全澳初級單打比賽和1次初級團體比賽，此賽事男女均禁止一分和兩分球員參加。初單比賽頭4名均升級為一分球員，而初團比賽頭4名球隊可以升分的球員人數分別為3、2、1、1。每年都會舉辦2次全澳高級單打比賽，只有一分球員和兩分球員才能參加比賽（女子除外），最後頭八名升為兩分球員。
另外，每年都會舉辦有1次高級乒乓團體賽、1次中級單打比賽及1次何賢紀念杯。

## 培養機制
澳門隊有定期的訓練，邀請了內地省隊的成員來陪練，並建立了澳門青少年乒乓球學校，旨意在於培養乒乓有潛質的少年球員。

## 世界排名
2009年3月，澳門男子乒乓隊排行世界92位，女子乒乓隊排行世界64位。

## 澳門乒乓球會
註冊的乒乓球隊有60多個，經常參與賽事球隊有以下:
- 萬嘉
- 文根
- 東信
- 雀聯
- 勁青
- 建機
- 美景
- 澳坊
- 草六
- 康樂
- 冠軍能量
- 紅藍

不能盡錄，其他球隊只會在澳門乒乓總會改選內閣才出現....

## 澳門特區內賽事
- 全澳高級乒乓單打比賽
- 全澳高級乒乓團體比賽
- 全澳中級乒乓單打比賽
- 全澳初級乒乓單打比賽
- 全澳初級乒乓團賽比賽
- 全澳青年乒乓單打比賽
- 全澳少年乒乓單打比賽
- 2分盃
- 閃電盃
- 兒童盃
- 澳門何賢紀念盃乒乓單打比賽

## 曾協辦國際級的乒乓賽事
08國際乒聯巡回賽總決賽
WTT澳门国际乒乓球赛

## 一般比賽場地
- 澳門東亞運動會體育館-俗稱澳門蛋
- 澳門乒總會址
- 澳門工會聯合總會體育館-工人球場
- 澳門蓮峰體育綜合球場